# The Underrated Youth
The Underrated Youth  es el tercer EP del artista inglés Yungblud. Fue publicado el 18 de octubre de 2019 a través de las discográficas Locomotion Records, Geffen Records, Polydor e Interscope Records. Cuenta con un total de 6 canciones, de las cuales los sencillos elegidos fueron «Parents», «Hope For The Underrated Youth» y «Original Me» el cual es una colaboración con Dan Reynolds, miembro de Imagine Dragons.
El EP originalmente iba a ser presentado el 10 de octubre de 2019, pero debido a que una canción necesitaba un par de arreglos la fecha de lanzamiento se pospuso una semana.

## Sencillos
El primer sencillo, "Parents", descrito por el mismo Yungblud, como "literalmente un tributo a la individualidad" fue publicado el 24 de mayo de 2019. Un mes después, el 24 de junio de 2019 fue estrenado su video musical.
Dos meses después de "Parents", el 29 de julio de 2019 se publicó "Hope For The Underrated Youth", el sencillo que acompaña el título del EP. Su video musical se estrenó el 24 de septiembre de 2019 y contó con la dirección de Andrew Sandler. 
El 11 de octubre de 2019 fue liberado tanto el sencillo "Original Me" como el video oficial. Esta es una canción "muy cruda que tiene mucha energía y poder en ella". Es el último single del álbum, colaboración con el miembro de Imagine Dragons, Dan Reynolds.

## Lista de canciones
| N.º | Título                           | Productor                             | Duración |  |
| 1.  | «braindead!»                     | Matt Schwartz                         | 2:43     |  |
| 2.  | «parents»                        | Chris Greatti, Zakk Cervini, YUNGBLUD | 2:51     |  |
| 3.  | «original me (Ft. Dan Reynolds)» | Jorgen Odegard, Tim Randolph          | 3:25     |  |
| 4.  | «casual sabotage»                | Matt Schwartz                         | 3:10     |  |
| 5.  | «hope for the underrated youth»  | Chris Greatti, Zakk Cervini, YUNGBLUD | 4:01     |  |
| 6.  | «waiting on the weekend»         | Mike Crossey                          | 2:32     |  |

## Posicionamientos
| País         | Lista                | Mejor posición |
| ------------ | -------------------- | -------------- |
| Alemania     | German Top 100 Album | 86             |
| Australia    | ARIA Albums Chart    | 17             |
| Austria      | Austria Top 40       | 37             |
| Bélgica      | Ultratop             | 95             |
| Italia       | Italy Albums Top 100 | 63             |
| Países Bajos | Dutch Album Top 100  | 89             |

| Sencillo                         | US Rock | US Alternative | NZ Hot |
| -------------------------------- | ------- | -------------- | ------ |
| «Parents»                        | 43      | —              | —      |
| «Hope for the Underrated Youth»  | —       | —              | —      |
| «Original Me (ft. Dan Reynolds)» | 7       | 20             | 20     |

## Historial de lanzamientos
| País            | Formato                      | Fecha                  | Discográfica                       | Ref.   |
| --------------- | ---------------------------- | ---------------------- | ---------------------------------- | ------ |
| Regiones Varias | Descarga Digital - Streaming | 11 de octubre de 2019  | Locomotion Records, Geffen Records | [ 12 ] |
| Regiones Varias | CD                           | 18 de octubre de 2019  | Polydor                            | [ 13 ] |
| Regiones Varias | Vinilo                       | 6 de diciembre de 2019 | Polydor                            | [ 14 ] |

## Vídeos musicales
| Título                           | Fecha                    | Director       |
| -------------------------------- | ------------------------ | -------------- |
| «Parents»                        | 24 de junio de 2019      | Miles & AJ     |
| «Hope for the Underrated Youth»  | 24 de septiembre de 2019 | Andrew Sandler |
| «Original Me (ft. Dan Reynolds)» | 10 de octubre de 2019    | Jordan Bahat   |